# Martine Bedin
Martine Bedin née à Bordeaux en 1957 est une designeuse et architecte française connue pour son appartenance au Groupe de Memphis, mouvement qui influence le design dans les années 1980.

## Biographie

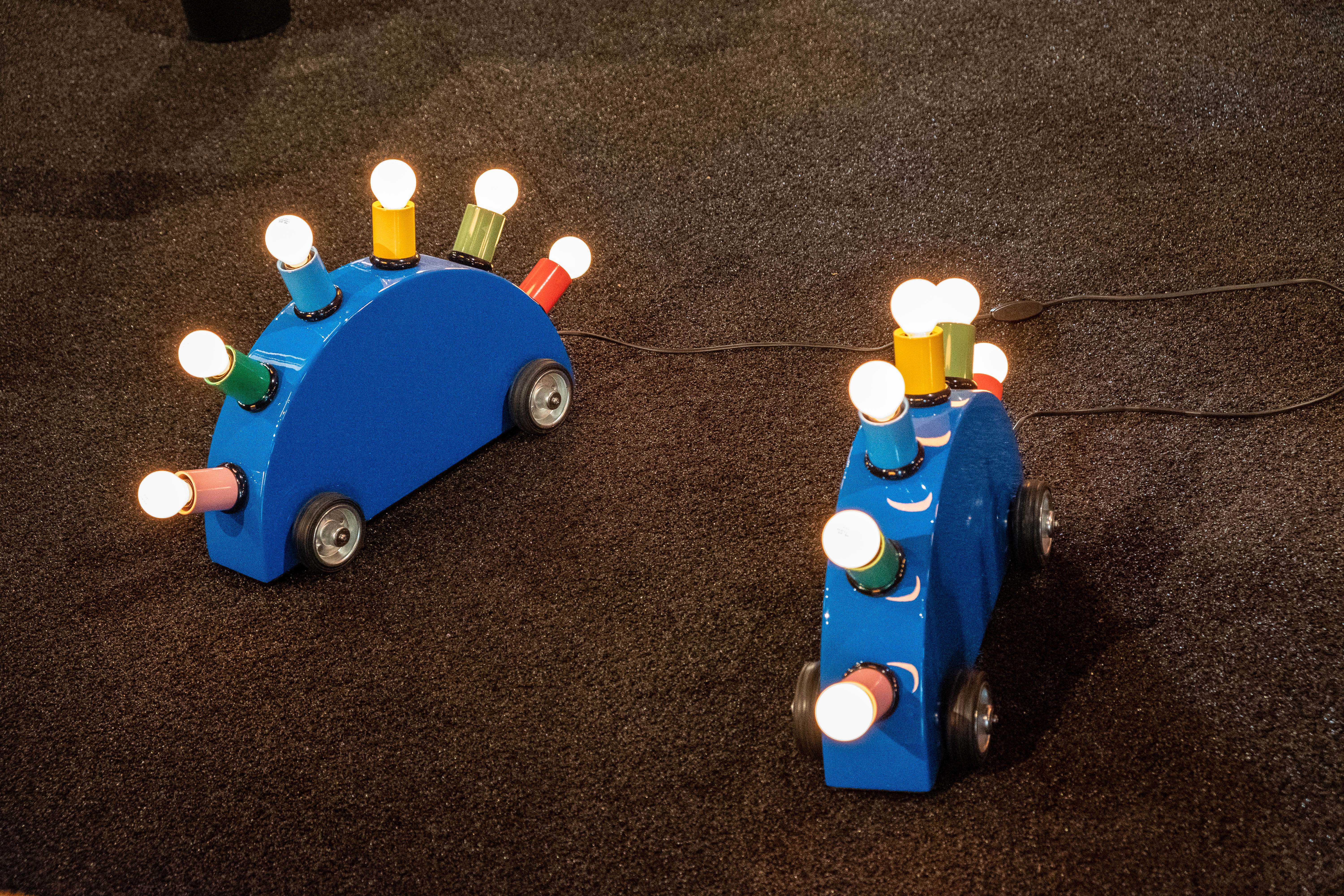
Super, 1981

Martine Bedin est née à Bordeaux en 1957 et étudie l’architecture aux Beaux-Arts de Bordeaux. En 1978, grâce à une bourse d’étude elle se rend à Florence où elle suit les cours à l'université de Adolfo Natalini tout en travaillant au Superstudio.
En 1979, elle participe avec la Casa Decorata à la Triennale de Milan. Elle réside désormais à Milan  Bedin vient donc à Milan, et rejoint Ettore Sottsass, puis rejoint Memphis qui lui permet de se faire connaître à la première de septembre 1981, Corso Europeo, à Milan.
Au cours des années suivantes, Martine Bedin produit pour la Memphis des objets divers et des luminaires tout en faisant des aller-retour entre Milan et Paris où elle obtient son diplôme d'architecture.
En 1993 elle est récompensée par la distinction de Chevalier de l’Ordre des Arts et des Lettres.

## Créations
- 2014 : Week-end à Rome, Speerstra Gallery, (Apples)
- 2012 : 'Portuncandela, Pierre Marie Giraud Gallery, (Bruxelles)
- 2011 : Chaos, Pierre-Marie Giraud Gallery, (Bruxelles)
- 2011 : À petits pas..., Manufacture Nationale de Sèvre, (Paris)
- 2009 : Ombre, Pierre-Marie Giraud Gallery, (Bruxelles)
- 2009 : 79 Gradini, drawings, (Paris)
- 2008 : Fragments and architecture, Zezeze Gallery, (Tel Aviv)
- 2007 : Città, Musée des Arts Décoratifs, (Paris)
- 2006 : Faccia a Faccia, Galerie Café Europe Centro di Arte Contemporanea, (Rome)
- 2005 : Face à face, Pavillon des Arts, (Genève)
- 2003 : Prova d’autore, Musée des Arts Décoratifs de Bordeaux
- 2003 : Martine Bedin, Roberto Giustini Gallery, (Rome)
- 2002 : 1x1, Antonia Janone Gallery, (Milan)
- 2000 : Les Escarpolettes Réinventées, exposition itinerante en Europe: Un jeu d’enfants
- 1999 : Heavy Wood, Post Design Gallery, (Milan)
- 1997 : Présumés innocents, scanographie, CAPC, (Bordeaux)
- 1995 : Les 4 maisons, CAPC, (Bordeaux)
- 1994 : La maison rouge, construction, (Bordeaux)
- 1991 : La Manufacture Familiale, (Bordeaux)

ù1991 : Les grands meubles, BDX Gallery, (Bordeaux).